# Dragers van verre
Dragers van verre is een kunstwerk in Amsterdam-West.
Het is een creatie van Nelson Carrilho, dat sinds 1989 staat in het Westerpark in Amsterdam. De dichter Kenneth Echteld over het beeld: "Laat ons erbij stil staan dat elk mens, waar hij of zij ook vandaan komt of naar toe gaat, zijn culturele rijkdom heeft meegenomen en uitdraagt. Opdat wij te allen tijde zijn schoonheid mogen ervaren." Het beeld zou de verdraagzaamheid  tussen de verschillende rassen en culturen weergeven in de vorm van de last die de figuren boven hun hoofd dragen. Het is een eerbetoon aan de multiculturele samenleving. Het Parool meldde in 2020 dat het beeld werd gezien als het officieuze mascotte van Stadsdeel Amsterdam-Westerpark. Hetzelfde artikel maakte een vergelijking tussen Afrikaans houtsnijwerk en de manier waarop de personen zijn afgebeeld.
Carrilo in 2023: De Engelstalige titel luidt Carriers from Afar, waarbij Afar een dubbele betekening heeft. Ten eerste staat het voor ver (far), maar de tweede verwijst naar Afar, de Ethiopische regio, waar Lucy gevonden werd. In 2023 wordt een groter exemplaar van de Dragers van verre neergezet aan de Italiaanse kunst bij San Ferdinando. 
Carrilho ontwierp voor Stichting Philadelphia in Nunspeet een soortgelijk beeld (de hoofden zijn daar verbonden door een schijf).